# Années d'enfance
Pour plus de détails, voir Fiche technique et Distribution.
Années d'enfance (Jona che visse nella balena) est un film franco-italien réalisé par Roberto Faenza, sorti en 1993.

## Fiche technique
- Titre : Années d'enfance
- Titre original : Jona che visse nella balena
- Réalisation : Roberto Faenza
- Scénario : Roberto Faenza, Filippo Ottoni et Hugh Fleetwood d'après le roman de Jona Oberski
- Photographie : János Kende
- Montage : Nino Baragli
- Musique : Ennio Morricone
- Pays de production :  Italie -  France
- Genre : drame
- Date de sortie : 1993

## Distribution
- Jean-Hugues Anglade : le père
- Juliet Aubrey : la mère
- Francesca De Sapio
- Djoko Rosic